# BMW R1200 C
La BMW R1200 C è una motocicletta prodotta dalla casa motociclistica tedesca BMW Motorrad dal 1997 al 2004.

## Descrizione
Presentata durante un evento alla stampa specializzata svoltosi a Tucson nel giugno 1997, la R1200C è stata progettata dal capo designer della BMW David Robb.
La moto monta un propulsore bicilindrico boxer
da 1170 cm³, raffreddato ad aria e olio con sistema a iniezione elettronica. L'alesaggio è di 101 mm di mentre la corsa di 73 mm, con un rapporto di compressione pari a 10:1.
La parte anteriore del telaio, a cui è fissata la sospensione Telelever, è realizzata in fusione di alluminio, mentre la parte posteriore è realizzata in tubi di acciaio. Il motore funge da struttura portante. Per aumentare il passo, il forcellone monobraccio sulla ruota posteriore è stato allungato di 90 mm. La frizione monodisco a secco ad azionamento idraulico è coadiuvata ad un cambio a 5 marce derivato dal 6 marce della BMW K1200 RS. Gli pneumatici misurano 100/90 ZR 18 all'anteriore e 170/80 ZR 15 al posteriore.